# Flor salvaje
 (juillet 2018).
Si vous disposez d'ouvrages ou d'articles de référence ou si vous connaissez des sites web de qualité traitant du thème abordé ici, merci de compléter l'article en donnant les références utiles à sa vérifiabilité et en les liant à la section « Notes et références ».
Flor salvaje est une telenovela américano-colombienne produite par RTI Producciones et Telemundo. Elle est diffusée entre le 2 août 2011 et le 2 mars 2012 sur Telemundo.

## Synopsis
La jeune Amanda Monteverde, après avoir perdu sa mère et son frère, doit prendre soin de ses trois jeunes sœurs. Pour échapper à ce passé tumultueux, elles déménagent à Nueva Esperanza, une petite ville qui commence dans l'industrie pétrolière. Là, elle connaîtra des situations encore plus difficiles, mais elle connaîtra aussi l'amour de trois hommes : Sacramento, l'homme qui sera son fidèle ami et son amour innocent; Pablo Aguilar, l'homme qui sera sa folie et sa passion, et enfin Don Rafael Urrieta, l'homme le plus puissant de la ville, qui va essayer d'être pratiquement son maître et maître comme il l'est de la plupart de ces terres.
Amanda devra grandir, chercher un avenir et son bonheur dans le village. La première tentative pour trouver ce bonheur est faite en essayant d'entrer dans un bar du village, "Las 4 P", où les habitants essaient de mener une vie plus joyeuse, avec de la musique, de l'alcool, du chant, les danses et "les femmes des consolations". C'est le nom avec lequel Amanda a commencé à appeler la profession des deux femmes, Sara et Calzones, qui étaient celles qui lui ont offerte une certaine protection à son arrivée dans un endroit inconnu.
Le besoin d'argent pour protéger ses sœurs et les faire rester à ses côtés et le désespoir de ne pas avoir les moyens de le faire amènent Amanda à accepter ce genre de vie pour y parvenir. Cependant, le jour de son initiation, où elle sera connue sous le surnom de "Fleur Sauvage", le destin l'amènera à devenir la femme d'un seul homme : "L'épouse de Don Rafael Urrieta"; un homme puissant et cruel qui garde sa femme, Catalina, enfermée dans sa ferme dans des conditions inhumaines pour avoir été infidèle. Don Rafael décide que «Flor» n'est que pour lui, mais cette exclusivité n'est que son corps, car «Flor» réserve son cœur à l'homme qui lui fera un jour découvrir l'amour.
C'est ainsi que nous finissons par tisser les histoires de nos protagonistes, si différents les uns des autres, mais avec quelque chose en commun: Wild Flower. Dans le développement de ces émotions, Flor connaîtra également les trois façons d'être aimé : la protection, la passion et la possession. Flor marchera sur la route de la sécurité et du mariage avec Sacramento, celle de la passion et de la trahison avec Pablo, et celle du pouvoir et de l'ambition avec Don Rafael.
En fin de compte, Flor, qui a commencé à être autant de femmes à la fois et en même temps, réalisera que le bonheur n'est pas de copier les chemins déjà parcourus par tant de femmes, mais en elle-même et en étant la créatrice et la propriétaire de sa propre histoire et de son destin.

## Distribution
- Mónica Spear † : Amanda Monteverde Castaño / Flor salvaje "Fleur sauvage"
- Roberto Manrique : Sacramento Iglesias
- Tony Dalton : Rafael Urrieta Monténégro
- María Elisa Camargo : Catalina Larrazabal de Urrieta
- José Luis Reséndez : Juan Pablo Aguilar Mendoza
- Norkys Batista : Sara
- Gregorio Pernía : Mariano Guerrero
- Indhira Serrano : Olguita
- Geraldine Zivic : La Mina
- Carolina Gaitán : Alicia / Malicia
- Pedro Palacio : Piruetas
- Claudia La Gatta : Clara
- Angeline Moncayo : Correcaminos / Elena
- Viviana Corrales : Rocío / Trepadora
- Susana Rojas : Ana Monteverde
- Laura Torres : Susana Monteverde
- Sara Quintero : La Beba
- Linda Lucía Callejas : Calzones
- Patricia Ercole : Matilde
- Marta Calderon : Doña Brígida Rojas
- Francisco Bolívar : Dudi
- Franco Gala : Père Alfonso
- Julio Echeverry : Abelardo Monteverde
- Juan Pablo Raba (en) : Emilio Monteverde
- José Luis Paniagua : Don Raimundo Rojas
- Pedro Rendón : José María Rojas
- Alex Gil : Enrique "Ricky"
- Ana Victoria Beltrán : Fideito
- Daniela Tapia : Inés
- Tim Janssen : Peter
- Gonzalo Vivanco : Francisco Losada
- Tania Fálquez : Lourdes
- Jonathan Islas : Abel

## Autres versions
- La novia oscura (1999) écrite par Laura Restrepo